# Scopula episcia
Scopula episcia là một loài bướm đêm trong họ Geometridae.